# Кріль Мирослав Михайлович
Мирослав Михайлович Кріль (нар. 24 травня 1974, Чистопади, УРСР) — український диригент, музикант, педагог, доцент. Заслужений діяч мистецтв України (2009). Народний артист України (2021).

## Життєпис
Мирослав Кріль народився 24 травня 1974 року у селі Чистопадах, нині Залозецької громади Тернопільського району Тернопільської области України.
Закінчив Тернопільське музичне училище імені Соломії Крушельницької (1993, з відзнакою), Львівський вищий музичний інститут (1998, клас народного артиста України, лауреата Національної премії України імені Т. Шевченка, професора Юрія Луціва).
Працював асистентом-стажистом Національного заслуженого симфонічного оркестру України та Національної опери України під керівництвом Івана Гамкала, викладачем диригування Київського університету культури і мистецтв (1999—2002), головним диригентом камерного хору (2002—2003), художнім керівником (2004—2008); головний диригент (від 2003) Тернопільської обласної філармонії, доцентом Інституту мистецтв Тернопільського національного педагогічного університету імені Володимира Гнатюка (2008—2018); від 2008 — викладач Тернопільського мистецького фахового коледжу імені Соломії Крушельницької, нині — доцент катедри музикознавства та методики музичного мистецтва Тернопільського національного педагогічного університету імені Володимира Гнатюка (за сумісництвом).
Засновник першого у Тернополі професійного симфонічного оркестру (2003).
Оркестрував і виконав понад 130 українських народних пісень, колядок та творів вітчизняних композиторів. Виконав масштабні вокально-симфонічні полотна: кантати «Хустина» Л. Ревуцького, «Молюсь за тебе, Україно» А. Кушніренка, «Б’ють пороги» М. Лисенка, «Радуйся, ниво неполитая» М. Лисенка. «Заповіт» С. Людкевича та інші. Підготував музичні номери з репертуару Соломії Крушельницької до п'єси Богдана Мельничука та Івана Ляховського.
Диригував прем'єрами концерту для скрипки з оркестром № 7 Мирослава Скорика, концерту для фортепіано з оркестром № 2 Олександра Саратського, концерту для фортепіано з оркестром Богдани Фільц.
У Тернопільському академічному драматичному театрі здійснив постановки музичних номерів вистав «Труффальдіно з Берґамо» К. Ґольдоні (2007), «За двома зайцями» М. Старицького (2008), «Летюча миша» Й. Штрауса, українських опер «Запорожець за Дунаєм» С. Гулака-Артемовського, «Наталка Полтавка» М. Лисенка, музичної комедії «Сватання на Гончарівці» Г. Квітки-Основ'яненка, «Шаріка» Я. Барнича, «Гуцулка Ксеня» Я. Барнича. У Львівському національному академічному театрі опери та балету імені С. Крушельницької диригував операми: «Севільський цирульник» Дж. Россіні, «Шукачі перлин» Ж. Бізе.
Головний диригент міжнародного літературно-мистецького фестивалю «В сім'ї вольній, новій» (Тернопіль, 2006). Диригував оркестрами: Національний ансамбль солістів «Київська камерата», симфонічними оркестрами Вінницької, Чернівецької, Кримської філармоній України; Підкарпатської, Підляської, Судецької, Поморської філармоній Польщі та іншими.

## Нагороди
- народний артист України (23 серпня 2021) — за значний особистий внесок у державне будівництво, зміцнення обороноздатності, соціально-економічний, науково-технічний, культурно-освітній розвиток Української держави, вагомі трудові досягнення, багаторічну сумлінну працю та з нагоди 30-ї річниці незалежності України[3];
- заслужений діяч мистецтв України (11 грудня 2009) — за вагомий особистий внесок у розвиток культурно-мистецької спадщини України, високу професійну майстерність та активну участь у проведенні Фестивалю мистецтв України[4];
- всеукраїнська літературно-мистецька премія імені Братів Богдана та Левка Лепких (2018)[5];
- тернопільська обласна премія імені Соломії Крушельницької (2012)[6];
- дипломант 2-го Національного конкурсу диригентів імені Стефана Турчака (Київ, 1998);
- лауреат конкурсу «Людина року-2012» (Тернопільщина)[7];
- медаль «За жертовність і любов до України» (2022)[8];
- медаль «Хрест Свободи» (2025)[джерело?];
- відзнака голови Тернопільської ОДА «Гордість Тернопілля» (2019).